# Детский дом (Записки воспитателя)
«Де́тский до́м» (Запи́ски воспита́теля) — первая крупная публикация Ларисы Мироновой, в которой автор (по образованию психолог) излагает действительную историю. Проработав несколько лет воспитателем в детском доме, она рассказала обо всём, что там происходило.
Повесть впервые была опубликована в журнале Урал (1987), а потом в виде книги (1989) в издательстве Молодая гвардия и Современник. Повесть была издана значительным тиражом и имела большой успех у читателей.

## Сюжет
Главная героиня повести приходит работать в детский дом воспитательницей, оставив академическую кафедру. Преодолевая затяжной конфликт с «основными» воспитанниками (вожаками и вдохновителями вольницы) и противодействие руководства, испуганного её педагогическим рвением, она делает всё, что в её силах, чтобы из разношёрстного отряда создать здоровый коллектив. В конце концов, администрация признает правильность её метода, в основе которого лежат любовь и забота о детях. Однако из детского дома воспитательницу всё же выживают. Разыгрывается трагедия, которая едва не заканчивается её гибелью. Любовь и преданность детям спасают опальную воспитательницу.

## Основные персонажи
- Ольга Николаевна — воспитательница.
- Людмила Семёновна (она же врач) — директор.
- Татьяна Степановна — пионервожатая.
- Детдомовцы (Оурец, Ханурик, Жигал, Пучек, Кира, Надюха, Якутян).

## Отзывы
Миронова честно, жёстко и без сентиментальности показала, какие они, нынешние детдомовцы…Георгий Вирен
Она воюет с людьми того склада, с какими в своё время воевал Макаренко…Владислав Крапивин
Книга не только о детдоме, а, прежде всего о нас, о нашей жизни,
нашей совести и о будущем нашего общества…Владимир Забавский
Прозорливость автора свидетельствуют о высоком профессионализме писателя
и его своеобычной, яркой одарённости…Е. Цветков
Записки, по сути, — повесть из «детдомовской жизни…В. Рыбаков
Умеющие читать — читайте… Открытие имени — радость…Т. Иванова